# فرد بيكيت
فرد بيكيت (بالإنجليزية: Fred Beckett)‏ هو عازف جاز أمريكي، ولد في 23 يناير 1917، وتوفي في 30 يناير 1946 بسبب سل.